# Angleterre de l'Est
 (octobre 2024).
L'Angleterre de l'Est (East of England en anglais) est une région située dans l'Est de l'Angleterre. Ses administrations sont centralisées à Cambridge.
Sa superficie est de 12 120 km2 (2e région). Sa population s'élève à 5 847 000 habitants selon le recensement de 2011 (4e région), soit une densité de 306 hab./km2.

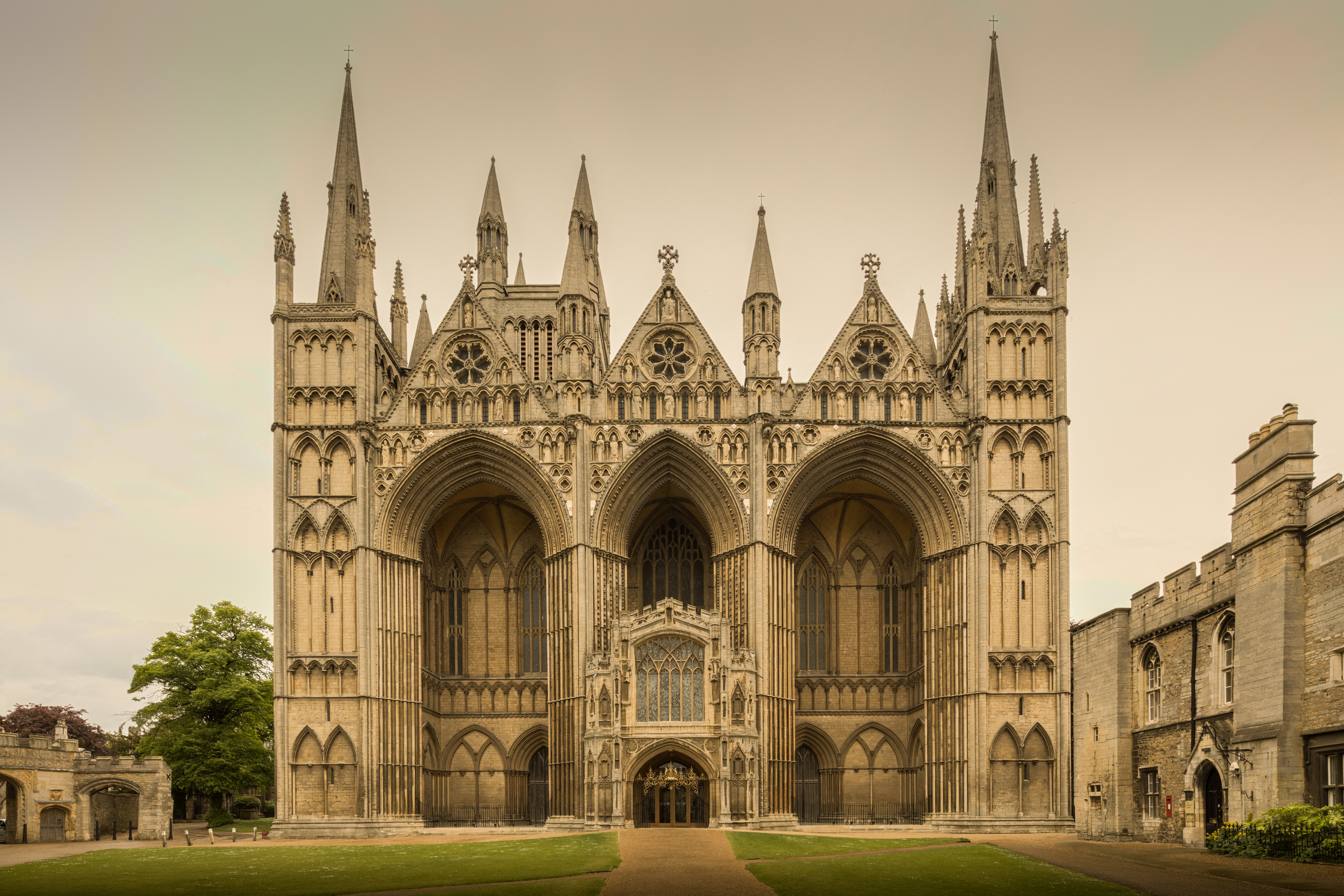
Cathédrale de Peterborough. Situé à Peterborough, Cambridgeshire, Angleterre, Royaume-Uni.

## Divisions administratives
Légende
- AU : autorité unitaire (à la fois comté et district non métropolitain)
- CNM : comté non métropolitain

| Carte                 | Comté cérémonial           | Comté non métropolitain | Districts, boroughs et cités |
| --------------------- | -------------------------- | --- | ---------------------------- |
|                       | Essex                      | 1. Thurrock AU | 1. Thurrock AU               |
| 2. Southend-on-Sea AU | Essex                      | |                              |
| 3. Essex CNM          | Essex                      | a) Harlow, b) Epping Forest, c) Brentwood, d) Basildon, e) Castle Point, f) Rochford, g) Maldon, h) Chelmsford, i) Uttlesford, j) Braintree, k) Colchester, l) Tendring |                              |
| 4. Hertfordshire CNM  | 4. Hertfordshire CNM       | a) Three Rivers, b) Watford, c) Hertsmere, d) Welwyn Hatfield, e) Broxbourne, f) East Hertfordshire, g) Stevenage, h) North Hertfordshire, i) St Albans, j) Dacorum     |                              |
| Bedfordshire          | 5. Luton AU                | 5. Luton AU |                              |
| Bedfordshire          | 6. Bedford AU              | |                              |
| Bedfordshire          | 7. Central Bedfordshire AU | |                              |
| Cambridgeshire        | 8. Cambridgeshire CNM      | a) Cambridge, b) South Cambridgeshire, c) Huntingdonshire, d) Fenland, e) East Cambridgeshire                                                                           |                              |
| Cambridgeshire        | 9. Peterborough AU         | |                              |
| 10. Norfolk CNM       | 10. Norfolk CNM            | a) Norwich, b) South Norfolk, c) Great Yarmouth, d) Broadland, e) North Norfolk, g) King's Lynn and West Norfolk, f) Breckland                                          |                              |
| 11. Suffolk CNM       | 11. Suffolk CNM            | a) Ipswich, b) East Suffolk, c) Mid Suffolk, d) Babergh, e) West Suffolk                                                                                                |                              |

## Principales villes
- Cambridge
- Norwich
- Peterborough